# Ambladura

Ambladura

La ambladura es un tipo de marcha rápida de ciertos cuadrúpedos, para la cual también se puede emplear la expresión andadura, entendida como el paso del animal que ambla. La ambladura es más suave para el jinete que el trote o el ritmo de dos tiempos, y así se puede mantener durante períodos relativamente largos, por lo que es particularmente deseable para largas rutas y otras tareas en las que un jinete debe pasar largos períodos en la silla.

## Historia

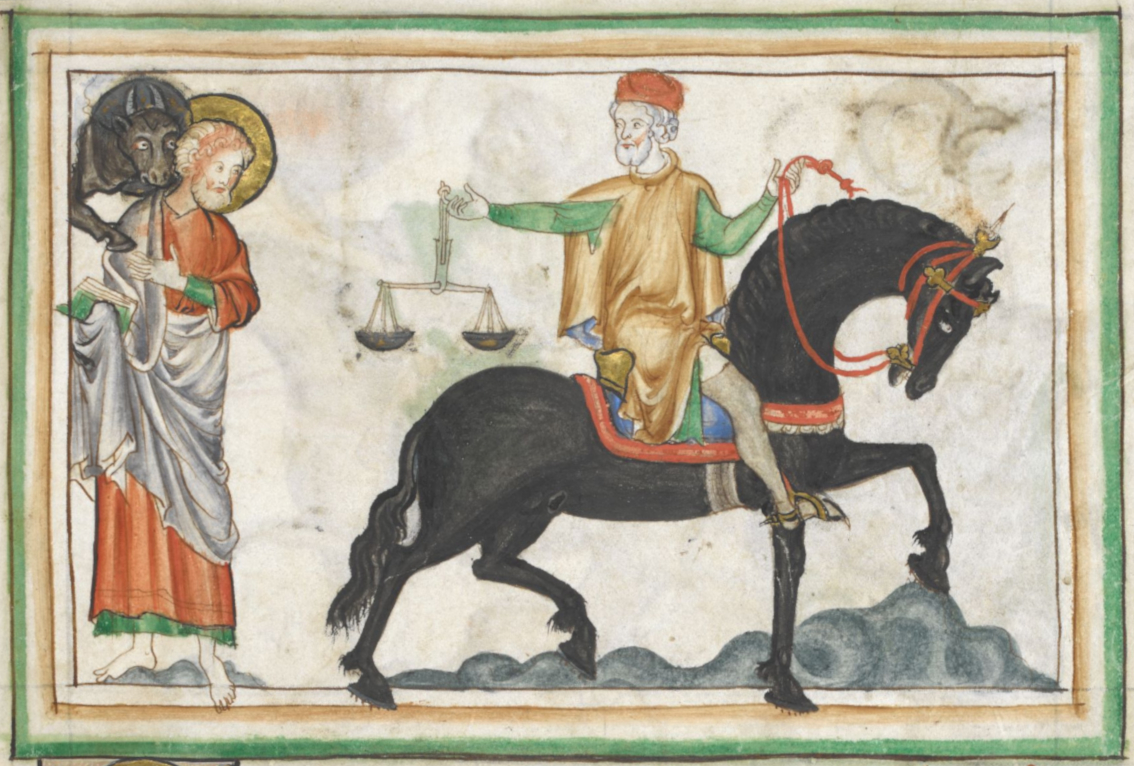
El caballo amblador era apreciado en la Edad Media

Se habla ya sobre la ambladura en los escritos hititas de Kikkuli. El amblador era especialmente apreciado entre los caballos en la Edad Media a causa de la necesidad que tenían las personas que recorrían largas distancias por caminos malos. El término antiguo alto alemán para caballo amblador era celtari (alemán moderno Zelter), similar a islandés Toltén. Amble en inglés y amblador en otras lenguas como en catalán y castellano, es un préstamo del siglo XIV procedente del occitano, en última instancia del latín ambulare "caminar". Los tipos de caballos con capacidad de ambladura incluían el valioso palafrén. En el siglo XVIII, la ambladura era un tema de discusión entre los entrenadores de caballos en Europa, y la Ciclopèdia de 1728 discutía la forma lateral de la marcha, de la que deriva el ritmo, y algunos de los métodos de entrenamiento utilizados para forzarla, en un caballo que no fuera naturalmente amblador.
A medida que se mejoraban las carreteras y los desplazamientos en carro se hacían más habituales, seguidos más tarde por los ferrocarriles, montar un caballo amblador se hizo más popular en Europa. Por otra parte, hay que tener en cuenta que los usos principales de los caballos incluyeron la caballería ligera, la caza de zorros y otros tipos de viajes rápidos a través del país, pero de duración más limitada, donde se podía utilizar el galope.
Los caballos  ambladores fueron y son, muy apreciados en las Américas, particularmente en el sur de los Estados Unidos y en América Latina, donde la agricultura requería que los jinetes tuvieran que recorrer largas distancias cada día para ver campos y cultivos. Hoy en día, los caballos ambladores son populares entre los jinetes ocasionales que buscan caballos suaves y cómodos para la monta de placer.
Como regla general, aunque los caballos ambladores no suelen desfallecer, no son conocidos por su velocidad, ni les es particularmente fácil pasar de la ambladura al galope. Así, en la historia, donde la comodidad durante largas horas en la silla era importante, los caballos ambladores eran los preferidos por la suavidad y la comodidad de un viaje tranquilo. Sin embargo, cuando la velocidad y la acción rápida tenían más importancia, los caballos que trotaban eran más adecuados para su velocidad y agilidad. Cuando se utilizaban caballos en la guerra, particularmente durante la Edad Media, no era extraño que un caballero montara un caballo amblador para ir hasta el lugar de la batalla y, después, cambiara a un caballo de guerra para galopar en la batalla real.

## Descripción

Camello amblador, animación de 1887.

Los cuadrúpedos generalmente caminan apoyando dos patas opuestas en diagonal (es decir, ponen dos extremidades (posterior izquierda y anterior derecha), luego ponen las otras dos extremidades (posterior derecha y anterior izquierda). En cambio un cuadrúpedo amblador, camina apoyando las dos patas de un mismo lado, es decir, primero las dos extremidades de la izquierda (posterior izquierda y anterior izquierda) y después las dos extremidades del otro lado (posterior derecha y anterior derecha), es decir, apoyando las dos patas de un mismo lado simultáneamente.
Esta marcha da un aspecto típico aquellos animales que la practican, caracterizada por un fuerte movimiento lateral, ya que las dos patas del mismo lado suben o bajan al mismo tiempo. Este enfoque puede parecer torpe; pero no es así. De hecho el oso, un animal que camina en ambladura, tiene la reputación de ser torpe y lento, mientras que es todo lo contrario, ya que un úrsido no tiene ninguna dificultad en poder atrapar a un humano.
Dentro de la misma especie, algunas razas pueden ser ambladoras y otras no, como es el caso de los perros y los caballos.
Además, una gran parte de los primates utilizan esta marcha en un entorno arbóreo. Esto les permite, por un lado, mantener un contacto continuo con el apoyo (a diferencia del galope) aumentando así su estabilidad. Por otra parte, este ritmo permite reducir significativamente las oscilaciones verticales del centro de masa y, por tanto, el hecho de sacudir las ramas.

## Animales ambladores

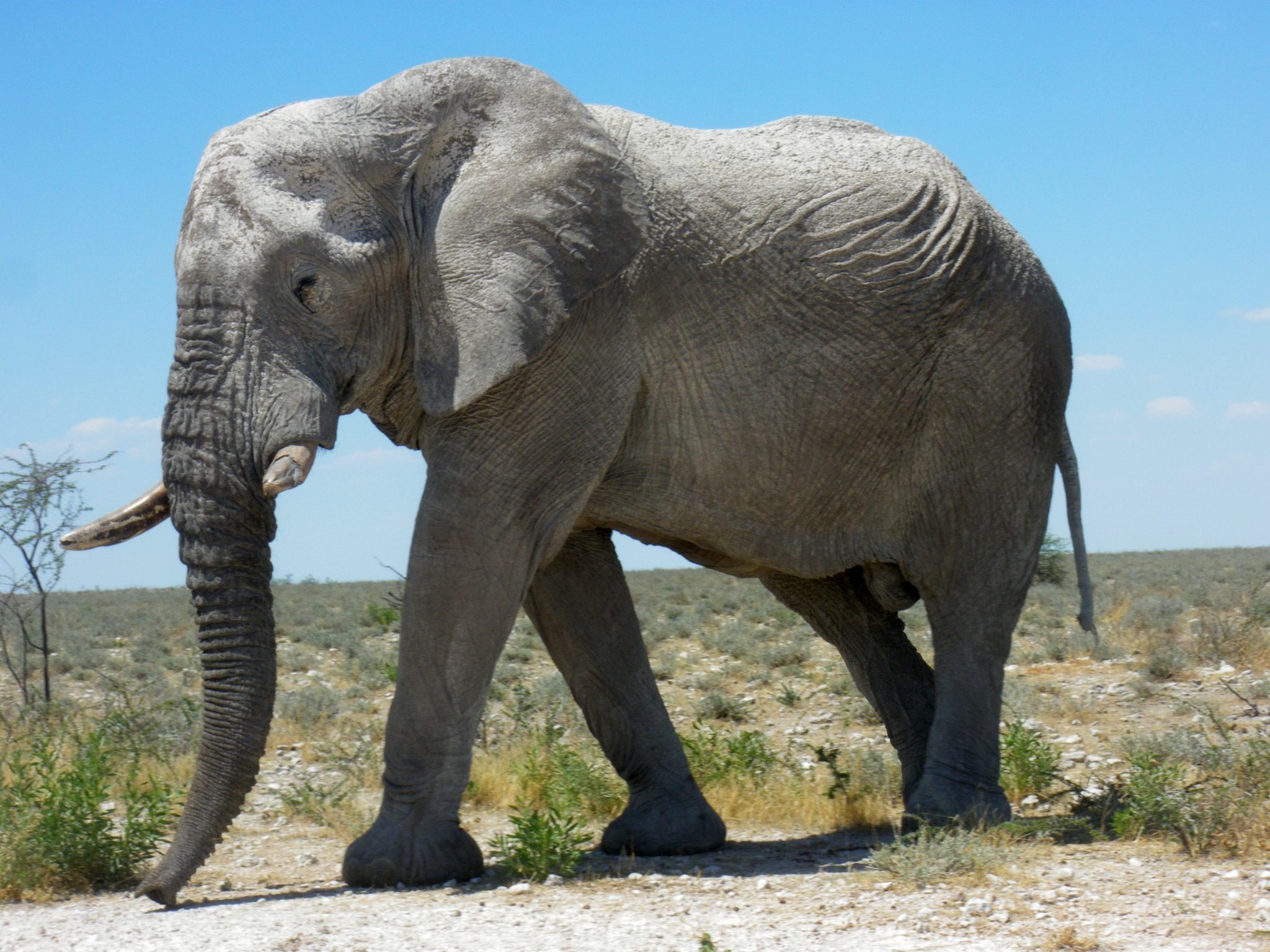
Elefante en el parque nacional de Etosha en Namibia en plena ambladura

- La mayoría de los primates
- camello
- elefante
- jirafa
- Okapi
- osos
- lobo crin
- Llama
- Gato
- Saiga

### Perros
- Borzoi y otros galgos
- Bobtail
- Beauceron
- Pastor australiano
- Perro de trineo
- Cocker Spaniel inglés
- Golden Retriever
- Basenji

### Caballos
- Algunas razas de caballos han sido seleccionadas por su amblar espontáneo. Estos caballos están destinados a ser montados amazona, siendo esta marcha más cómoda. La ambladura es una de las cinco marchas características del caballo islandés, o incluso del bidet bretón. Se habla de ambladura y de amblador, estos dos términos son respectivamente nombre y adjetivo.
- En eventos de doma ecuestre, la ambladura se considera una degradación de la marcha, una marcha defectuosa y está fuertemente penalizada.